# Beatus d'Osma
Le Beatus d'Osma est un manuscrit enluminé contenant notamment un commentaire de l'Apocalypse de Beatus de Liébana, écrit et peint vers 1086. Il contient 71 enluminures mélangeant le style des Beatus à l'enluminure romane. Il est actuellement conservé dans le trésor de la cathédrale d'El Burgo de Osma en Castille-et-León (Cod.1).

## Historique
Le manuscrit indique qu'il a été achevé le 3 juin 1086 par un copiste du nom de Petrus (Pedro) signalé au folio 138v et par un enlumineur du nom de Martinus (Martino) signalé au folio 163r. D'après le style des décorations, celui-ci a peut-être été aidé d'un assistant. D'après son style, très proche des fragments d'un Beatus conservé aux Archives de la Chancellerie de Valladolid, l'ouvrage a sans doute été exécuté au sein du Monastère royal de San Benito de Sahagún (Sahagún (Castille-et-León)). 
À cette date, le monastère est dirigé par l'abbé Bernard de Sédirac, moine clunisien d'origine française. Celui-ci est nommé rapidement après archevêque de Tolède. Arrivé à ce nouveau poste, il nomme archidiacre un autre moine clunisien français nommé Pierre de Bourges. Celui-ci est nommé en 1101 évêque d'Osma, à la restauration du diocèse. Ce lien entre les deux hommes pourrait expliquer le transfert du manuscrit de Sahagún à Osma. Un lien ancien existe par ailleurs entre Osma et Beatus de Liébana : celui-ci a été le mentor d'Etherius, évêque de la ville, à qui il a dédicacé la dernière version de son Commentaire sur l'Apocalypse. 

## Description
Le manuscrit contient la première version du Commentaire sur l'Apocalypse de Beatus de Liébana. Si la carte du manuscrit est très proche de la version originelle supposée de cette carte de Beatus, il ne contient pas les pages des évangélistes, ni les tables généalogiques, ni les miniatures de Daniel. Le style des enluminures reprend le style des anciens Beatus de León (dans l'usage des couleurs notamment) mais seulement partiellement : il est en effet pour la première fois profondément marqué par le nouveau style de l'enluminure romane venue sans doute de France, particulièrement dans les drapés de personnages. Le monastère où il a été produit est sans doute un foyer très important pour l'introduction et le développement de l'art roman en Espagne,. 